# Yonas Kibreab
Yonas Kibreab, född 17 juni 2010, är en amerikansk skådespelare.
Kibreab har bland annat medverkat i TV-serierna Pretty Freekin Scary och Sweet Tooth. Han har även medverkat i filmen Elio.

## Filmografi (i urval)
- 2023 – Pretty Freekin Scary (TV-serie)
- 2023 – Sweet Tooth (TV-serie)
- 2025 – Elio